# Jaroszewo (województwo kujawsko-pomorskie)
Jaroszewo – wieś w Polsce położona w województwie kujawsko-pomorskim, w powiecie żnińskim, w gminie Żnin.
W 1918 urodził się tutaj ks. Bernard Witucki.
W latach 1954–1959 wieś należała i była siedzibą władz gromady Jaroszewo, po jej zniesieniu w gromadzie Żnin. W latach 1975–1998 miejscowość administracyjnie należała do województwa bydgoskiego. Według Narodowego Spisu Powszechnego (III 2011 r.) liczyła 416 mieszkańców. Jest szóstą co do wielkości miejscowością gminy Żnin.

## Urodzeni w Jaroszewie
- Edmund Kapłoński – polski artysta plastyk, tworzący w technice intarsji[4].